# AF Claudia
L'AF Claudia è un traghetto appartenente alla compagnia di navigazione italiana Adria Ferries e attualmente in noleggio alla Africa Morocco Link.

## Servizio
Varato il 28 ottobre 2000 nel Cantiere navale Visentini di Porto Viro con il nome di Stena Forwarder e noleggiato alla Stena Line a partire dall'aprile successivo, entra in servizio sulla Dublino-Holyhead a partire dal 27 aprile 2001.
Il 24 aprile 2002 entra in collisione con la banchina del porto di Dublino durante la manovra e viene fermato per le dovute riparazioni.
Il 13 aprile 2003 Stena Line rescinde il contratto di noleggio e lo Stena Forwarder fa ritorno alla Visemar di Navigazione.
Il 14 aprile 2003 viene noleggiato alla Baja Ferries e ribattezzato California Star, entrando in servizio tra Topolobampo e La Paz.

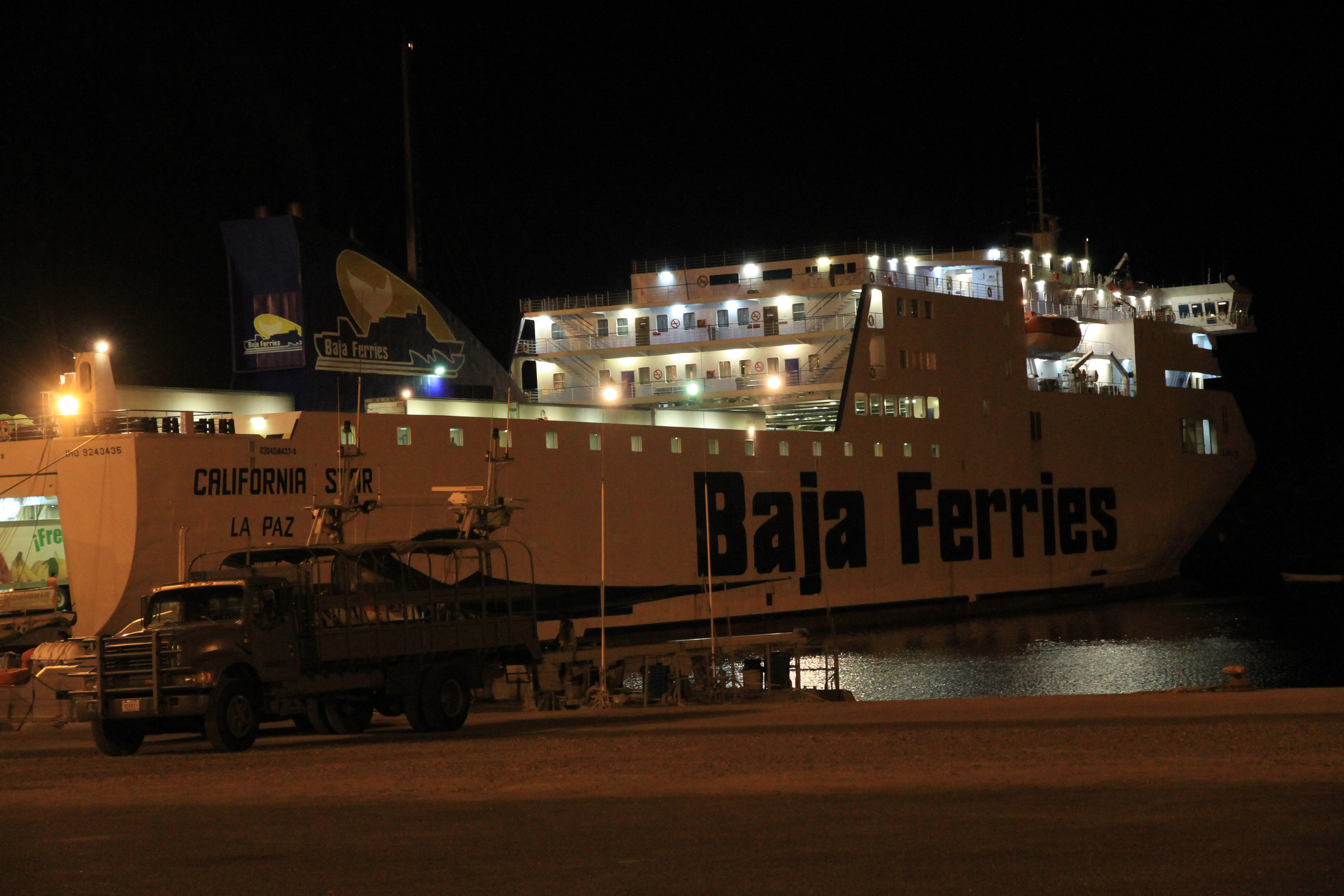
Il California Star nel 2010.

Ad aprile 2007 viene acquistato a titolo definitivo da Baja Ferries.
Il 6 giugno 2019 viene acquistato dall'italiana Adria Ferries, che lo ribattezza AF Claudia.
Dal 7 luglio al 22 settembre 2019 viene noleggiato alla Grimaldi Lines e prende servizio sulla Civitavecchia-Olbia.
Dal 22 settembre al 18 novembre 2019 viene disarmato a Rijeka.
Dal 18 novembre 2019 al 6 marzo 2024 viene impiegato nel collegamento tra Ancona e Durazzo.
Dal 15 marzo al 7 maggio 2024 viene noleggiato alla DFDS e viene impiegato tra Dunkerque e Rosslare.
Il 31 maggio 2024 viene noleggiato alla Superfast Ferries ed entra in servizio tra Venezia, Igoumenitsa e Patrasso.
Il 24 aprile 2025 una marittima greca di 47 anni, è stata travolta ed uccisa da un camion durante lo sbarco a Patrasso.
Nel giugno del 2025 viene noleggiato alla Africa Morocco Link e prende servizio nei collegamenti tra Algeciras e Tangeri Med.

## Navi gemelle
- Napoles
- Sicilia
- Kerry
- Sorrento
- Catania
- Florencia
- Venezia
- Stena Scandica
- Stena Baltica
- Stena Horizon
- Corfù
- Connemara
- Ciudad de Palma
- Stena Flavia
- Stena Livia
- GNV Sealand
- Norman Atlantic
- Cartour Delta
- Hedy Lamarr
- Epsilon